# Goidanichiana jourdheuillella
Goidanichiana jourdheuillella is een vlinder uit de familie sikkelmotten (Oecophoridae). De wetenschappelijke naam is voor het eerst geldig gepubliceerd in 1875 door Ragonot.
De soort komt voor in Europa.